# Les Habits Noirs
Les Habits noirs (dt. Die Schwarzmäntel) ist eine Romanserie des Autors Paul Féval (1816–1887), die von einer gleichnamigen Untergrundorganisation im Paris des 19. Jahrhunderts handelt und aus folgenden Einzelromanen besteht : Les Habits noirs (1863), Coeur d‘acier (1866), La Rue de Jérusalem (1868), L‘arme invisible (1869), Maman Léo, L‘avaleur de sabre, Les compagnons du trésor und La Bande Cadet (1875).

## Entstehungsgeschichte und zeitlicher Hintergrund
1863 begann Paul Féval den Romanzyklus Les Habits noirs, der auf acht Romane in 14 Bänden anwachsen sollte. Die Texte wurden vorab unter dem Pseudonym Jean Diable, John Devil oder auch Hans Teufel im Feuilletonteil der Zeitung Le Constitutionnel und der Wochenzeitung Jean Diable veröffentlicht, die Féval unmittelbar nach der Veröffentlichung seines Romans Le Bossu gegründet hatte.
Während der Julimonarchie von 1830 bis 1848 gehörte Féval zusammen mit Alexandre Dumas und Eugène Sue zu den bedeutendsten Autoren der populären Feuilletonromane. Féval war sich der Wirkung der wöchentlichen Veröffentlichung seiner Werke bewusst und versuchte zeitlebens, eine Brücke zwischen Unterhaltung und literarischem Anspruch zu schlagen und vertrat dieses Anliegen in Zeitschriftenartikeln.
1848 kam die Erfolgswelle des Feuilletonromans mit dem Ende der Julimonarchie erstmals zum Stillstand. Féval wendete sich deshalb vorübergehend dem Theater zu und widmete sich erst am Ende der Zweiten Republik wieder dem Feuilletonroman. 1857 gelang es ihm mit der Veröffentlichung von Le Bossu, sich erneut in die populärsten Romanschriftsteller der Epoche einzureihen. Bis zum Ende des Zweiten Kaiserreiches 1870 stritten sich die Pariser Zeitschriftenverlage um die Erstpublizierung der Werke Févals.
Sein Bestreben, seine Feuilletonromane auf ein literarisches Niveau zu heben, nahm er ab 1860 wieder auf: Dabei stellte er sich der Herausforderung, ein Werk zu erschaffen, das sowohl Zustimmung des großen Publikums als auch der elitären Kreise finden sollte. Den Vorsitz als Präsident der Société des Gens de Lettres, den er von 1865 bis 1876 mit einer zwischenzeitlichen Unterbrechung innehatte, nutzte er, um gegen die wachsende Geringschätzung des Feuilletonromans anzukämpfen. Um sich davon zu distanzieren, wollte er dem Werk Les Habits noirs die einfache Struktur der typischen Feuilletonromane komplexer gestalten und inszenierte die Haupthandlung beispielsweise zeitweise in Form einer Mise en abyme.
Der Romanzyklus steht im Kontext der Zeit: Im 19. Jahrhundert ist die alte monarchistische Ordnung kaum mehr haltbar. Die Epoche ist durch Instabilität, den sozialen Aufstieg aufgrund nicht nachvollziehbarer Gründe und den Machtverlust des Adels gekennzeichnet. Diese Auflösung der alten Strukturen ist in Les Habits noirs allgegenwärtig: Unschuldige werden verurteilt, Familien getrennt, Nachkommen berühmter Familien verlieren ihr einstiges Renommee, während ehemalige Cabaret-Tänzerinnen zu gesellschaftlichem Ansehen gelangen, indem sie willkürlich den Titel einer Gräfin zugeschrieben bekommen. Seine Figuren entnimmt Féval allen Gesellschaftsklassen.
Die Thematisierung von geheimen Machenschaften und Parallelgesellschaften ging einher mit der kaiserlichen Regierung ab 1852, die mit ihrem Kontrollapparat die Meinungsfreiheit einschränkte. In Les Habits noirs stigmatisiert Féval den Verfall der sozialen Struktur nach der Französischen Revolution: Die Kritik an den kriminellen, geheimen Machenschaften während der Restauration, Julimonarchie und den ersten Jahren des Zweiten Kaiserreiches zieht sich wie ein roter Faden durch den Romanzyklus.
Ein weiteres Leitmotiv in Les Habits noirs wie auch in allen anderen Werken Févals ist die Erbschleicherei und generell der ungerechtfertigte Vermögensbesitz. Als Monarchist betrachtete er die sozialen Umbrüche seit der Französischen Revolution und das Aufkommen des Großbürgertums kritisch. An vielen Stellen der Habits noirs werden der Niedergang der Aristokratie mit ihren alten, idealisierten Werten wiederaufgegriffen und die Machenschaften von Gaunern bloßgestellt, die sich an das Vermögen der arglosen Aristokratie heranschleichen.
Diese Thematik rückt einen neuen Heldentypus in den Mittelpunkt der Romane des letzten Viertels des 19. Jahrhunderts: Eine fast nichts sagende, anonym erscheinende Gestalt, ein unschuldiges Opfer, das einer Intrige ausgeliefert ist, muss sich im Laufe des Romans von einer unrechtmäßig zugeschriebenen Schuld reinwaschen. Die Hauptfiguren, die einzelne Romananfänge bestimmen wie der Ziselierer Maynotte, der Richter Rémy d’Arx oder auch Roland de Clare scheinen im ersten Moment nicht für ihre tragende Rolle prädestiniert zu sein. Sie verfügen über keine außergewöhnlichen Fähigkeiten, lediglich der Einsatz von Mut, Pragmatismus und ihrer Intelligenz kann ihnen bei der Bewältigung der Hindernisse behilflich sein.
Nachdem Féval den siebten Teil der Saga, La Bande Cadet, vollendet hatte, verlor er sein gesamtes Vermögen. Dies führte dazu, dass er 1876 zum Ultramontanismus konvertierte, einer strengen Ausrichtung des katholischen Glaubens. Ein Jahr zuvor beendete er Les Habits noirs. Insgesamt betracht erscheint der Zyklus allerdings unabgeschlossen.
Trotz der Thematisierung von Verbrechern erweist sich Féval nicht als sozialer Reformator, sondern als neutraler Beobachter, der die Zustände der Zeit ohne wertendes Urteil niederschreibt. Mit seiner Thematik des Strebens nach Reichtum und dem Verfall der Moral spiegelt er die soziale Realität der Jahre 1830–1870 genau wider.
Was das Publikum angeht, so erreichte Féval als Leserschaft vor allem die neu entstandenen lesenden Schichten der „Petite Bourgeoisie“. Seine Romane werden daher auch oft dem Genre des „populaire bourgeois“ zugeordnet.

## Zur Rolle der Figurennamen
Paul Féval spielt in Les Habits noirs geschickt mit den Identitäten seiner Figuren. Er schafft Figuren, die mehrere Namen, Beinamen und Spitznamen tragen. Dadurch erschafft er einerseits Verwirrung beim Leser, aber zugleich auch Spannung. Féval war der Ansicht, dass ein Bei- oder Spitzname einer Figur mehr Bedeutung und Berühmtheit verlieh. Somit hatten Namen bei Paul Féval in Les Habits noirs eine ganz besondere Bedeutung. Zudem treten sprechende Namen und Stereotypen auf, Féval bezeichnet zum Beispiel alle Elsässer in seinem Werk als Schwartz und verweist damit ironisch auf ihre Herkunft.

## Erzähltechnik: Ironie undmise en abyme
Neben der Ironie zeichnet sich der Romanzyklus mitunter durch die für den populären Roman ungewöhnliche Technik der mise en abyme aus. Dabei handelt es sich um eine Erzählung in einer anderen Erzählung bzw. hier um ein Drama innerhalb des Romans. Dem entsprechen die zahlreichen selbstreflexiven Momente, in denen der Erzähler seine Erzählweise thematisiert.

## Rezeption
Les Habits noirs wurde in Frankreich in den 60er Jahren als Fernsehserie (feuilleton télévisé) verfilmt und vom 16. Oktober bis 24. November 1967 auf dem ersten Sender der öffentlich-rechtlichen Rundfunkanstalt ORTF ausgestrahlt. Die Serie bestand aus 31 Episoden von je 15 Minuten Länge. Das Drehbuch schrieb Jacques Siclier, Regie führte René Lucot.
Eine kurze Geschichte der Habits noirs wird in der französischen Comicserie Fantask (Episode 3, „L’ombre du passé“, 2001) bzw. in seiner amerikanischen Fassung Strangers: Homicron erzählt.
Anders als die meisten anderen Romane Févals wurden die Habits noirs bisher nicht ins Deutsche übersetzt.